# دن گالیمور
دن گالیمور (انگلیسی: Dan Gallimore؛ زادهٔ ۲۱ مارس ۲۰۰۳) بازیکن فوتبال است.